# ويليام ماريون برنهام
ويليام ماريون برنهام (24 ديسمبر 1965 6 أبريل 1909) كان كاهنًا أمريكيًا مسيحيًا ومعالجًا إيمانيًا بدأ حركة إحياء الشفاء بعد الحرب العالمية الثانية  وهي حركة إحياء دينية نشأت في أواخر الأربعينيات واستمرت حتى الخمسينات، وترك تأثيرًا دائمًا على التبشير التلفازي والحركة الكاريزمية الحديثة، واعترف به بعض المؤرخين المسيحيين على أنه «المهندس الرئيسي لفكر الاستعادة»  كانت اجتماعاته بين الطوائف أكبر الاجتماعات الدينية التي عقدت على الإطلاق في بعض المدن الأمريكية في ذلك الوقت، وكان برانهام أول وزير إنقاذ أمريكي ينجح في حملته في أوروبا. وصلت وزارته إلى الجماهير العالمية بحملات كبرى أقيمت في أمريكا الشمالية وأوروبا وأفريقيا والهند.
ادعى برانهام أنه تلقى زيارة ملائكية في 7 مايو 1946، فطلب خدمته في جميع أنحاء العالم وأطلق مسيرته الانتخابية في منتصف عام 1946. وانتشرت شهرته بسرعة حيث انجذبت الحشود إلى قصصه عن الزيارات الملائكية وتقارير المعجزات التي حدثت في اجتماعاته، وأنتجت وزارته العديد من المحاكيات وبدأت في إحياء الشفاء الأوسع الذي أصبح فيما بعد الحركة الكاريزمية الحديثة. ومنذ عام 1955 بدأت حملة برانهام وشعبيتها في الانخفاض عندما بدأت كنائس الخمسينية في سحب دعمها من حملات الشفاء لأسباب مالية في المقام الأول وبحلول عام 1960 انتقل برانهام إلى وزارة التدريس.
على عكس معاصريه الذين اتبعوا التعاليم العقائدية المعروفة باسم تقليد الإنجيل الكامل، طور برانهام لاهوتًا بديلًا كان في الأساس مزيجًا من المذاهب الكالفينية والأرمينية وكان له تركيز كبير على التدبيرية ووجهات نظر برانهام الأخروية الفريدة. بينما كان يقبل على نطاق واسع عقيدة الاستعادة التي تبناها خلال إحياء الشفاء فقد اعتُبرت تعاليمه المتباينة بعد النهضة مثيرة للجدل بشكل متزايد من قبل معاصريه الكاريزماتيين والعنصريين، الذين تبرأوا لاحقًا من العديد من العقائد باعتبارها «جنونًا موحيًا». 
ومع ذلك فقد قبل العديد من أتباعه خطبه على أنها كتاب مقدس شفوي وأشاروا إلى تعاليمه على أنها الرسالة. وفي عام 1963 ألقى برانهام موعظة أشار فيها إلى أنه نبي بمسحة إيليا، والذي جاء ليبشر بالمجيء الثاني للمسيح. وعلى الرغم من اعتراضات برانهام وضعه بعض أتباع تعاليمه في مركز عبادة الشخصية خلال سنواته الأخيرة. ادعى برانهام أنه حقق أكثر من مليون معتنق خلال مسيرته، ويستمر الترويج لتعاليمه من خلال جمعية جمعية وليام برانهام الإنجيلية (بالإنجليزية: William Branham Evangelistic Association)‏ التي ذكرت في عام 2018 أن حوالي 2 مليون شخص يتلقون موادهم. توفي برانهام إثر حادث سيارة عام 1965.

## النشأة
وُلِد ويليام في 6 أبريل 1909 بالقرب من بوركيسفيل في كنتاكي،    ابن تشارلز وإيلا هارفي برانهام، وهو الابن الأكبر لهما من بين عشرة أطفال.   أخبر برانهام وكيل الدعاية جوردون ليندسي أنه كان لديه تجارب صوفية منذ سن مبكرة؛  وأنه في سن الثالثة سمع «صوتًا» يتحدث إليه من شجرة يخبره «أنه سيعيش بالقرب من مدينة تسمى نيو ألباني».   وفقًا لبرانهام انتقلت عائلته في ذلك العام إلى جيفرسونفيل، إنديانا.  قال برانهام أيضًا إنه عندما كان في السابعة من عمره أمره الله بتجنب التدخين وشرب المشروبات الكحولية.   صرح برانهام أنه لم ينتهك الأمر مطلقًا. 
كان والد برانهام مدمنًا على الكحول، ونشأ في «فقر مدقع» مثل جيرانهم،  وعندما كان طفلاً كان يرتدي غالبًا معطفًا يُغلق بواسطة دبابيس الأمان، دون قميص تحته. أفاد جيران برانهام أنه «شخص بدا مختلفًا دائمًا»، لكنهم قالوا إنه شاب يمكن الاعتماد عليه،  وقد تسبب ميله نحو «التجارب الصوفية والنقاء الأخلاقي» إلى حدوث سوء تفاهم بين أصدقائه وعائلته وغيرهم من الشباب. حيث كان «شاة سوداء» منذ سن مبكرة.  وصف برانهام طفولته بأنها «حياة رهيبة». 
في التاسعة عشرة من عمره، غادر المنزل بحثًا عن حياة أفضل، حيث سافر إلى فينيكس أريزونا وعمل لمدة عامين في مزرعة، وبدأ مسيرة مهنية ناجحة في الملاكمة. عاد إلى جيفرسونفيل عندما توفي شقيقه عام 1929.  لم يكن برانهام لديه خبرة في الدين عندما كان طفلًا، وقال إن المرة الأولى التي سمع فيها صلاة كانت في جنازة شقيقه. وبعد فترة وجيزة أثناء عمله في شركة الخدمات العامة بولاية إنديانا كاد برانهام أن يُقتل عندما تغلب عليه الغاز، وأثناء تعافيه من الحادث قال إنه سمع مرة أخرى صوتًا يقوده ليبدأ البحث عن الله. ,بدأ في حضور الكنيسة المعمدانية المستقلة المحلية حيث تحول إلى المسيحية.  وبعد ستة أشهر رُسم وزيراً معمدانياً مستقلاً. وحققت خدمته المبكرة «نجاحًا باهرًا»، وسرعان ما اجتذب له مجموعة صغيرة من المتابعين الذين ساعدوه في الحصول على خيمة يمكن أن يقوم فيها بالإحياء.
في وقت تحول برانهام كانت الكنيسة المعمدانية الأولى الخمسينية في جيفرسونفيل كنيسة معمدانية اسمية لاحظت بعض مذاهب العنصرة، بما في ذلك الشفاء الإلهي . ونتيجة لذلك ربما يكون قد تعرض لبعض تعاليم العنصرة من تحوله. تعرض لأول مرة إلى الكنيسة الطائفية الخمسينية في عام 1936، والتي دعته للانضمام لها لكنه رفض. 
خلال يونيو 1933 عقد برانهام اجتماعات الإحياء في خيمته. وفي 2 يونيو من ذلك العام قالت صحيفة جيفرسونفيل إيفننج نيوز إن حملة برانهام أبلغت عن اعتناق 14 شخصًا. حيث اعتقد أتباعه أن خدمته كانت مصحوبة بآيات معجزة من بدايتها وأنه عندما كان يعمد المتحولين في 11 يونيو 1933، في نهر أوهايو بالقرب من جيفرسونفيل، نزل عليه ضوء ساطع وأنه سمع صوتًا يقول: «بما أن يوحنا المعمدان أُرسل للتنبؤ بالمجيء الأول ليسوع المسيح، فإن رسالتك ستنذر بمجيئه الثاني». 
ويعد الإيمان بقصة المعمودية  عنصر حاسم في الإيمان بين أتباع برانهام. فسر برانهام هذا في البداية في إشارة إلى استعادة مواهب الروح للكنيسة وأشار بانتظام إلى قصة المعمودية منذ الأيام الأولى لإحياء الشفاء. في السنوات اللاحقة ربط برانهام القصة أيضًا بخدمته التعليمية. المؤرخ المعمداني دوج ويفر إن برانهام ربما يكون قد زخرف قصة المعمودية عندما كان يحقق النجاح في إحياء الشفاء.
بعد اجتماع الخيمة في يونيو  ساعده أنصار برانهام في تنظيم كنيسة جديدة في جيفرسونفيل.  حيث خدم برانهام كقس من 1933 إلى 1946،  ازدهرت الكنيسة في البداية لكن نموها بدأ يتباطأ بسبب الكساد الكبير، وكان في كثير من الأحيان يفتقر إلى الأموال لذلك خدم برانهام بدون تعويض.  يعتقد برانهام أن ركود نمو الكنيسة كان عقابًا من الله لفشله في اعتناق الخمسينية. 
تزوج برانهام من أميليا هوب برومباخ (بالإنجليزية: Amelia Hope Brumbach)‏ (مواليد 16 يوليو 1913) في عام 1934 وأنجبا طفلان. وهما وليام «بيلي» بول برانهام (بالإنجليزية: William "Billy" Paul Branham)‏ (مواليد 13 سبتمبر 1935) وشارون روز برانهام (بالإنجليزية: Sharon Rose Branham)‏ (مواليد 27 أكتوبر 1936).  توفيت زوجة برانهام في 22 يوليو 1937، وتوفيت ابنتهما بعد أربعة أيام (26 يوليو 1937) بعد وقت قصير من فيضان نهر أوهايو عام 1937 [الإنجليزية].  فسر برانهام وفاتهم على أنها عقاب الله لمقاومته المستمرة لعقد نهضات وحدانية العنصرة.  
تزوج برانهام من ميدا ماري بروي Meda Marie Broy في عام 1941 وأنجبا معًا ثلاثة أطفال وهم Rebekah (مواليد 1946) وSarah (مواليد 1950) وJoseph (مواليد 1955).

## إحياء الشفاء

### خلفية
اشتهر برانهام بدوره في النهضات العلاجية التي حدثت في الولايات المتحدة في الأربعينيات والخمسينيات من القرن الماضي،  واعتبره معظم المشاركين في الحركة بأنه من بدأها،  وقد وصف الكاتب المسيحي جون كروودر فترة النهضات بأنها «العرض العام الأكثر شمولاً للقوة المعجزة في التاريخ الحديث».  فيما رفض البعض مثل المؤلف المسيحي والناشط المعارض هانك هانيغراف  الإحياء الكامل للشفاء باعتباره خدعة وأدانوا الحركات الإنجيلية والكاريزمية باعتبارها طوائف. 
الشفاء الإلهي هو تقليد واعتقاد كان يؤمن به تاريخياً غالبية المسيحيين ولكنه أصبح مرتبطًا بشكل متزايد بالبروتستانتية الإنجيلية.  لعب انبهار معظم المسيحيين الأمريكيين بالشفاء الإلهي دورًا مهمًا في الشعبية والطبيعة بين الطوائف لحركة النهضة. 
عقد برانهام اجتماعات ضخمة بين الطوائف، والتي جاءت منها تقارير عن مئات المعجزات.  المؤرخ ديفيد هاريل وصف برانهام وأورال روبرتس بأنهما عملاقان للحركة ووصف برانهام بأنه «زعيمها المحتمل». 

#### الأسلوب

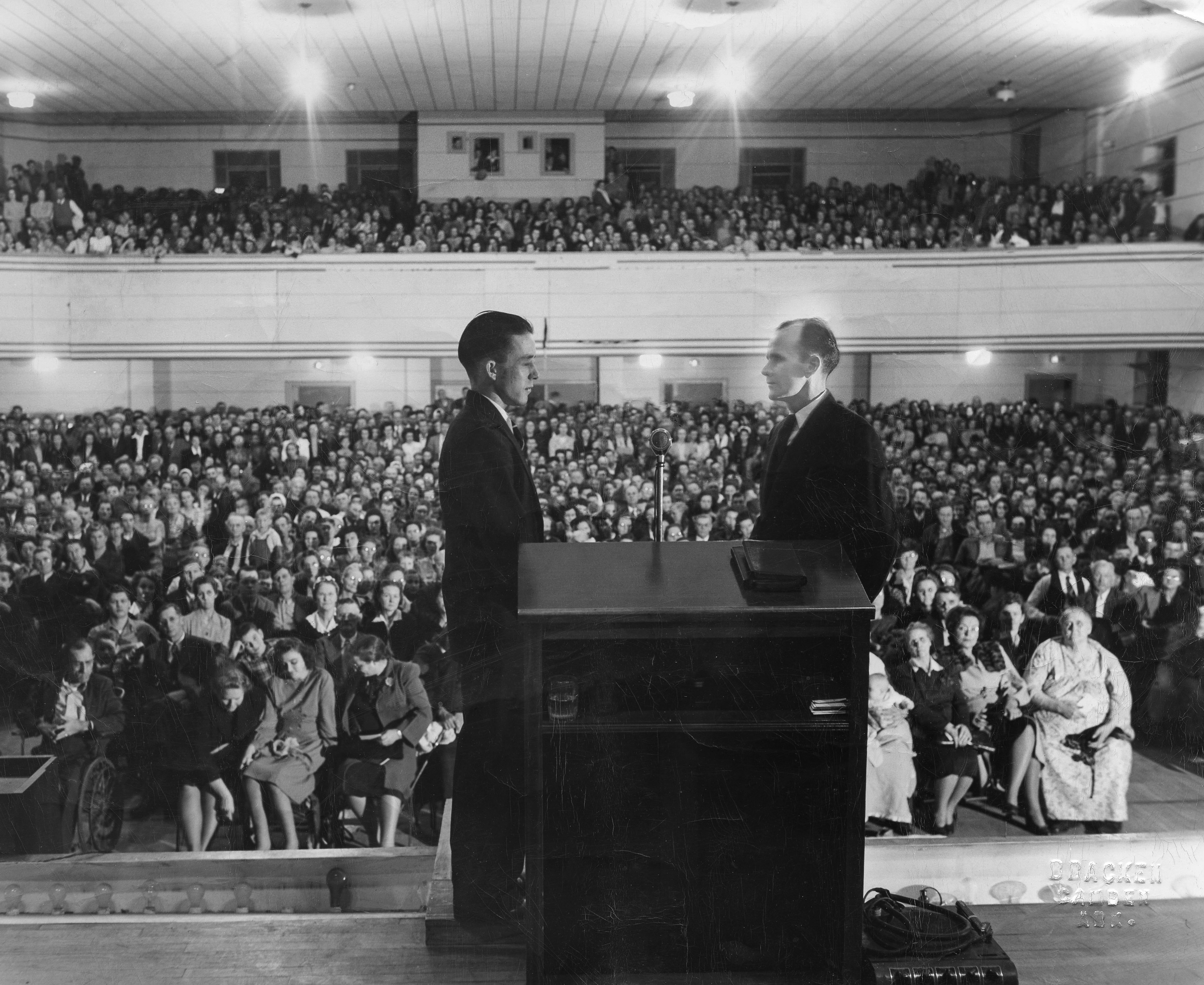
برانهام في اجتماع حملة الشفاء

### تزايد الشهرة

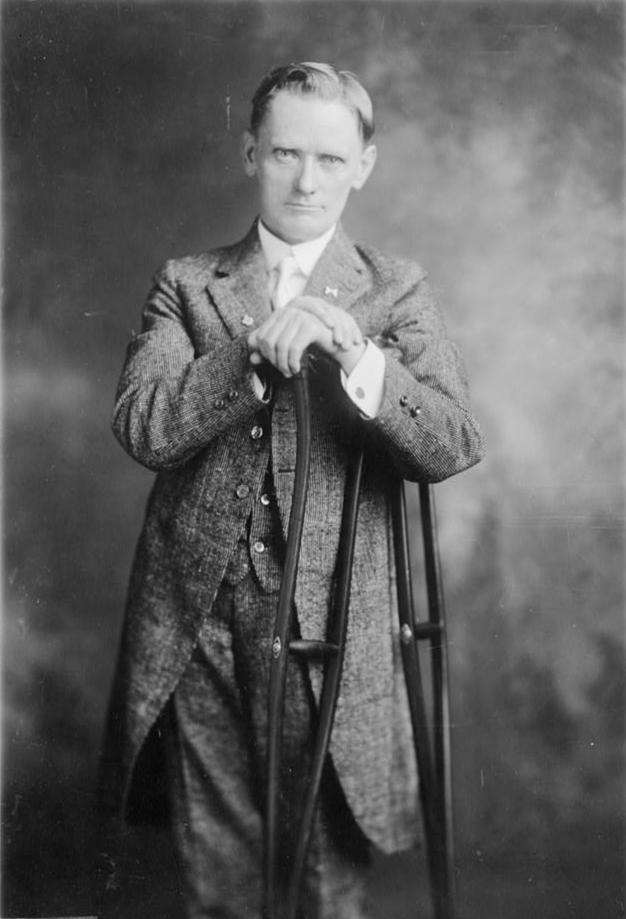
عضو الكونجرس وليام أبشو

### الحملات المبكرة
عقد برانهام اجتماعاته الأولى كمعالج إيماني في عام 1946.  خدماته العلاجية موثقة جيدًا ويُنظر إليه على أنه رائد لمن تبعوه.  وكانت اجتماعاته أكبر الاجتماعات الدينية التي شهدها بعض المدن الأمريكية التي زارها على الإطلاق.  حيث تحدثت تقارير عن حضور 1000 إلى 1500 من المتحولين لكل اجتماع،  وقد أطلق المؤرخون على اجتماعاته في يونيو 1946 في سانت لويس افتتاح فترة إحياء الشفاء.  وقال إنه تلقى زيارة ملائكية في 7 مايو 1946 بتكليفه بوزارته في جميع أنحاء العالم.  وفي سنواته الأخيرة في محاولة لربط وزارته بنهاية الزمان وربط رؤيته بتأسيس دولة إسرائيل وفي وقت ما ذكر خطأً أن الرؤية حدثت في نفس اليوم.    

## الحياة في وقت لاحق

### وزارة التدريس
عندما بدأت حركة إحياء الشفاء في التضاؤل انتقل العديد من معاصري برانهام إلى قيادة الحركة الكاريزمية الناشئة والتي أكدت على استخدام الهدايا الروحية.  وهي حركة عالمية داخل كل من المسيحية البروتستانتية وغير البروتستانتية، تدعم تبني معتقدات الخمسينية التقليدية، وخاصة المواهب الروحية ( الكاريزما ). وقد بدأت الحركة في تعاليم الإنجيليين النهضة الشافية ونمت عندما أصبحت تعاليمهم تلقى قبولًا واسعًا بين ملايين المسيحيين.  في نفس الوقت الذي كانت فيه الحركة الكاريزمية تكتسب قبولًا واسعًا بدأ برانهام في الانتقال إلى وزارة التدريس. حيث بدأ يتحدث عن القضايا العقائدية المثيرة للجدل التي تجنبها في معظم فترات النهضة. 
بحلول الستينيات من القرن الماضي اعتبره معاصرو برانهام وطوائف الخمسينية التي دعمت حملاته مدرسًا مثيرًا للجدل للغاية.  وقد ضغطت قيادة كنائس العنصرة على برانهام لمقاومة رغبته في التدريس والتركيز بدلاً من ذلك على الصلاة من أجل المرضى.  ورفض برانهام ذلك بحجة أن الغرض من وزارته العلاجية هو جذب الجماهير وبعد أن انجذب بذلك فقد حان الوقت لتعليمهم العقائد التي ادعى أنها تلقاها من خلال الوحي الخارق.  جادل برانهام بأن خدمته بأكملها كانت موحى بها من الله ولا يمكن رفضها أو قبولها بشكل انتقائي قائلاً، «إما أن يكون الله كله، أو لا أحد من الله». 

## وفاته
في 18 ديسمبر 1965 كان برانهام وعائلته - باستثناء ابنته ريبيكا - عائدين إلى جيفرسونفيل إنديانا بعد قضاء عطلة عيد الميلاد فيتوكسون،  وتعرض لحادث على طريق الولايات المتحدة السريع 60 على بعد حوالي 3 ميل (4.8 كـم) شرق فريونا تكساس، وحوالي 70 ميل (110 كـم) جنوب غرب أماريلو، وذلك بعد حلول الظلام مباشرة، حيث اصطدمت سيارة يقودها سائق مخمور يسير غربًا في الممر الشرقي بسيارة برانهام. نُقِلَ إلى المستشفى في أماريلو حيث ظل في غيبوبة لعدة أيام وتوفي متأثرًا بجراحه عشية عيد الميلاد في 24 ديسمبر 1965.   
صدم موت برانهام عالم الخمسينية وأتباعه.  وأقيمت جنازته في 29 ديسمبر 1965،  لكن دفنه تأخر حتى 11 أبريل 1966 اثنين الفصح. 
معظم عبارات التأبين اعترفت ضمنيًا فقط بتعاليم برانهام المثيرة للجدل، وركزت بدلاً من ذلك على العديد من إسهاماته الإيجابية واستذكرت شعبيته الواسعة وتأثيره خلال سنوات إحياء الشفاء.  ذكر تأبين جوردون ليندسي أن موت برانهام كان إرادة الله وقبل سرًا تفسير كينيث أي هاجين الذي ادعى أنه تنبأ بموت برانهام قبل عامين من حدوثه. ووفقًا لهجين كشف الله أن برانهام كان يعلم عقيدة خاطئة وأن الله كان يزيله بسبب عصيانه.   
في حالة الارتباك التي تلت وفاة برانهام مباشرة، تطورت التوقعات بأنه سينهض من الموت بين أتباعه.  وأعتقد معظمهم أنه سيتعين عليه العودة لتحقيق رؤيته بشأن اجتماعات الخيام المستقبلية.  أرجع ويفر الاعتقاد في قيام برانهام الوشيك إلى بيري جرين على الرغم من أن جرين نفى ذلك.  حتى نجل برانهام بيلي بول بدا أنه يتوقع قيام أبيه وأشار إلى ذلك في الرسائل المرسلة إلى أتباع برانهام، والتي أبلغ فيها عن توقعه لعيد الفصح عام 1966.  ظل توقع قيامه قويًا في السبعينيات، في يعتمد الجزء على تنبؤ برانهام بأن الاختطاف قد يحدث بحلول عام 1977.  بعد عام 1977 تخلى بعض أتباعه عن تعاليمه.  

## الإرث والتأثير
كان برانهام «البادئ بإحياء الشفاء بعد الحرب العالمية الثانية»  وكان جنبًا إلى جنب مع أورال روبرتس أحد أكثر قادتها احترامًا.   يذكر برانهام كثيرًا لاستخدامه «هدايا الإشارات» التي أذهلت عالم الخمسينية.  وفقًا للكاتبة والباحثة باتسي سيمز «تظل قوة خدمة برانهام ووجوده على المسرح أسطورة لا مثيل لها في تاريخ الحركة الكاريزمية.»  حاول العديد من دعاة الإحياء الذين محاكاة برانهام خلال الخمسينيات وأنتجوا جيلًا من الوزارات الكاريزمية البارزة. 
أطلق على برانهام لقب «المهندس الرئيسي للفكر الإصلاحي» للحركة الكاريزمية التي انبثقت عن النهضة العلاجية.  إن وجهة النظر الكاريزمية القائلة بأن الكنيسة المسيحية يجب أن تعود إلى شكل مثل الكنيسة الأولى لها جذورها في تعاليم برانهام خلال فترة إحياء الشفاء.  يؤمن هذا الاعتقاد على نطاق واسع في الحركة الكاريزمية الحديثة،  ويتضح إرث تعاليمه الترميمية وأسلوبه في الخدمة من خلال التلفاز والحركة الكاريزمية. 
المذاهب الأكثر إثارة للجدل التي تبناها برانهام في السنوات الأخيرة من وزارته رفضتها الحركة الكاريزمية التي اعتبرتها «جنونًا موحيًا».  الكاريزماتيون يعتذرون عن خدمة برانهام المبكرة ويتبنون استخدامه لـ «هدايا الإشارة». كتب المؤلف ذو الشخصية الجذابة جون كروودر أنه لا ينبغي الحكم على وزارته من خلال «الشظية الصغيرة من حياته اللاحقة» ولكن من خلال حقيقة أنه «أشعل النار» بشكل غير مباشر الذي بدأ الحركة الكاريزمية الحديثة.  رفضت المسيحية غير الكاريزمية برانهام تمامًا. 
وقال كراودر إن برانهام كان ضحية «لعشق الإنسان» لأن أتباعه بدأوا يعبدوه في الجزء الأخير من وزارته.  اتخذ هاريل وجهة نظر مماثلة حيث عزا تعاليم برانهام في حياته المهنية اللاحقة إلى أصدقائه المقربين الذين تلاعبوا به واستغلوا افتقاره إلى التدريب اللاهوتي.  أرجع ويفر أيضًا تعاليم برانهام الأخروية إلى تأثير مجموعة صغيرة من أقرب أتباعه الذين شجعوا رغبته في خدمة فريدة.  ووفقًا لما ذكره ويفر فإن ما أثار استياء برانهام  أن أتباعه قد وضعوه في «مركز عبادة شخصية العنصرة» في السنوات الأخيرة من خدمته.  يصف إدوارد بابينسكي أتباع برانهام بأنهم «غريبون في معتقداتهم ولكن في أغلب الأحيان مواطنون صادقون يعملون بجد» وكتب أن وصفهم بأنهم طائفة «يبدو غير عادل».  أثناء رفضه لتعاليم برانهام  قدم دويزر مراجعة متوهجة لأتباع برانهام قائلاً إنه «لم يختبر الصداقة أو الحب كما فعلنا هناك». 
على الرغم من أن برانهام لم يعد معروفًا على نطاق واسع خارج الخمسينية  لا يزال إرثه مستمراً حتى اليوم.  تلخيصًا لوجهات النظر المتناقضة لبرانهام قال كيد: «اعتقد البعض أنه الله. اعتقد البعض أنه كان خدعة من الشيطان. يعتقد البعض انه كان رسول نهاية الوقت مرسل من الله، وبعضها لا يزال القيام به».  يمكن العثور على أتباع تعاليم برانهام في جميع أنحاء العالم وأعلن برانهام أنه قد حقق أكثر من مليون تحولوا خلال اجتماعات حملته  حيث كانهناك  في عام 1986 ما يقدر بنحو 300،000 من أتباعه.   وفي عام 2000 كان لدى الجمعية الإنجيلية وليام برانهام بعثات في كل قارة و1600 كنيسة مرتبطة بها في أمريكا اللاتينية والبعثات متزايد في جميع أنحاء أفريقيا.  في عام 2018 زعمت تسجيلات صوت الله أنها تخدم مواد الدعم المتعلقة ببرانهام لحوالي مليوني شخص من خلال جمعية وليام برانهام الإنجيلية.

## الحواشي
1. 1 2 3 4 5 6 7 8 9 10 11 12 13 14 15 16 17 18 19 20 21 22 23 24 25 26 27 28 29 30 31 32 33 34 35 36 37 38 39 40 41 42 43 44 45 46 47 48 49 50 51 52 53 54 55 56 57  Weaver 2000.
2. 1 2  Moriarty 1992.
3. 1 2 3 4 5 6 7 8 9 10 11 12 13 14 15 16 17 18 19 20 21 22 23 24 25 26 27 28  Harrell 1978.
4. 1 2 3 4 5 6  Crowder 2006.
5. 1 2 3 4 5  Duyzer 2014.
6. ↑  Duyzer 2014, p. 25.
7. ↑  See Grenz, Guretzki & Nordling 1999، صفحة 90.
8. ↑  Staff writers (2 يونيو 1933). "Fourteen Converted". Jeffersonville Evening News. Jeffersonville, Indiana. ص. 4.
9. ↑  See Johns, p. 154.
10. ↑  Hanegraaff 2001.
11. ↑  Anderson 2004.
12. ↑  Krapohl & Lippy 1999.
13. 1 2 3 4 5 6  Kydd 1998.
14. ↑  "Milestones: 1945–1952 – Office of the Historian". history.state.gov (بالإنجليزية). Archived from the original on 2020-12-07. Retrieved 2017-07-17.
15. ↑  Weaver 2000, p. 37.
16. ↑  Grenz, Guretzki & Nordling 1999.
17. ↑  "Head-on Collision Kills 1, Injures 6". Friona Star. Friona, Texas. 23 ديسمبر 1965. ص. 3.
18. ↑  Liardon 2003.
19. ↑  Sims 1996.
20. ↑  Moriarty 1992, p. 55.
21. ↑  Hanegraaf 2001, p. 152.
22. ↑  Babinski 1995.
23. ↑  Larson 2004.
24. ↑  Weaver 2000، صفحات 151–153.
25. ↑  "Frequently Asked Questions". Voice of God Recordings. مؤرشف من الأصل في 2020-09-26. اطلع عليه بتاريخ 2018-02-28.

### هجوجرافي
- Green، Pearry (2011). The Acts of the Prophet. Tucson Tabernacle. OCLC:827238316.
- Lindsay، James Gordon (1950). William Branham A Man Sent From God VGR.pdf William Branham: A Man Sent From God (PDF). William Branham Evangelistic Association. ASIN:B0007ENQ64. مؤرشف من الأصل (PDF) في 2020-02-27. {{استشهاد بكتاب}}: تحقق من قيمة |مسار أرشيف= (مساعدة)
- Stadsklev، Julius (1952). William Branham: A Prophet Visits South Africa. Julius Stadsklev. ASIN:B0007EW174. OCLC:1017376491.
- Vayle، Lee (1965). Twentieth Century Prophet. William Branham Evangelistic Association.

## روابط خارجية
- "William Branham Evangelistic Association". Voice of God Recordings. مؤرشف من الأصل في 2020-09-24. اطلع عليه بتاريخ 2018-02-28.